# Carlos Cunha Filho
Carlos Cunha Filho (Porto Alegre, 1950) é um ator brasileiro, que construiu sua carreira no teatro, cinema e televisão do Rio Grande do Sul. Em alguns trabalhos, foi creditado como Carlos Cunha.
Formado em Direção Teatral (1977) e Educação Artística (1986) pela UFRGS, começou a fazer teatro na metade dos anos 1970, no Grêmio Dramático Açores, grupo experimental do Teatro de Arena.
Desde então, participou de mais de trinta espetáculos, passando a destacar-se a partir de sua interpretação do imigrante italiano Giovanni Baracheta, em "Bella Ciao" (1989)  peça de Dario Fo dirigida por Néstor Monasterio. Por este espetáculo, Cunha recebeu o Prêmio Quero-quero de melhor ator da temporada, concedido pelo SATED, sindicato dos artistas do Rio Grande do Sul, além do prêmio máximo de interpretação no Festival Nacional de Teatro de São José do Rio Preto. Foi duas vezes vencedor do Troféu Açorianos, principal premiação teatral de Porto Alegre: como melhor ator por "King Kong Palace" (1996), peça do autor chileno Marco Antonio de la Parra; e como melhor ator coadjuvante por "Édipo" (2008), peça de Sófocles adaptada e dirigida por Luciano Alabarse.
Cunha tem ainda mais de trinta atuações em filmes e especiais de televisão, incluindo os longas-metragens "O Homem que copiava" (2003), de Jorge Furtado, em que interpreta o pervertido pai da personagem de Leandra Leal; e "Antes que o mundo acabe" (2010), de Ana Luiza Azevedo, em que faz o acaciano padre-diretor da escola onde os protagonistas estudam.
Em 2004, Carlos Cunha Filho interpretou Getúlio Vargas no especial "O dia em que o Brasil parou", da RBS TV, que lembrava os 50 anos do suicídio do presidente. Desde 2007, faz parte do elenco de peças radiofônicas da Radioativa Produtora.
Em 2013, a Secretaria de Cultura de Porto Alegre lançou, na coleção 'Gaúchos em cena', uma biografia de Carlos Cunha Filho com texto de Renato Mendonça e o título "Talento em primeira pessoa".

## Trabalhos em cinema e televisão
- 2012: "Doce de Mãe" (especial da TV Globo).... irmão do falecido
- 2010: "Antes que o mundo acabe" (longa).... Padre Eusébio
- 2010: "A fábula da corrupção" (curta de animação) (voz)
- 2009: "Vovô e a Disney" (episódio de TV, série "Aventuras da Família Brasil")
- 2007: "O padeiro e as revoluções (episódio de TV, série "Escritores gaúchos").... chefe
- 2004: "O gato" (média-metragem)... delegado Arnaldo
- 2004: "O dia em que o Brasil parou" (especial de TV).... Getúlio Vargas
- 2004: "O encontro" (curta)
- 2003: "Ponto de vista" (episódio de TV, série "Histórias Curtas")
- 2003: "João" (curta).... João adulto
- 2003: "O homem que copiava" (longa).... Antunes
- 2003: "A hora da estrela" (episódio de TV, série "Cena Aberta").... Silveira
- 2002: "O último desejo do Dr. Genarinho" (episódio de TV, série "Contos de inverno").... Genarinho
- 2001: "Dia de visita" (episódio de TV, série "Brava gente").... Frederico
- 2001: "Snake" (curta).... policial
- 2001: "Tudo num dia só" (episódio de TV, série "Contos de inverno").... taxista
- 2000: "Tolerância" (longa).... advogado no fórum
- 1999: "O velho do saco" (curta).... perito
- 1999: "O negócio" (curta).... Juvenal
- 1997: "Dedos de pianista" (curta)
- 1997: "Ângelo anda sumido" (curta).... vigia
- 1997: "Anchietanos" (episódio de TV, série "A Comédia da Vida Privada").... apresentador do debate
- 1996: "Nós (curta).... taxista
- 1994: "Veja bem" (curta).... narração
- 1994: "A matadeira" (curta).... narração
- 1992: "Batalha naval" (curta).... barqueiro
- 1992: "Novela" (curta de animação) (voz)
- 1990: "Heimweh/nostalgia" (longa)
- 1989: "Platina" (curta)
- 1988: "Barbosa" (curta).... voz do prefeito
- 1988: "A hora da verdade" (curta).... radialista
- 1988: "Vicious" (curta).... policial
- 1985: "Aqueles dois" (longa).... Juarez
- 1984: "Temporal" (curta).... General